# 아니 에르노
아니 테레즈 블랑슈 에르노(프랑스어: Annie Thérèse Blanche Ernaux, 혼전 성씨: 뒤셴·Duchesne, 1940년 9월 1일 ~ )는 프랑스의 작가이자 문학 교수, 노벨문학상 수상자다.
어린시절 노르망디의 이브토에서 보냈으며, 루앙 대학 현대문학과에 진학하면서 글을 쓰기 시작하였다. 결혼한 이후, 교수자격시험에 합격해 10년간 학생들을 가르쳤다. 대부분 자전적이며 사회학과 밀접한 관련이 있는 문학 작품을 집필하였으며, 자신의 부모와 청소년기, 결혼, 낙태, 알츠하이머 병, 어머니의 죽음과 유방암 등을 소재로 집필하였다. 1984년 《아버지의 자리》로 르노도 문학상을 수상했다.
2003년 그의 이름을 딴 아니 에르노상이 제정되었다. 2011년 자전 소설과 미발표 일기 등을 수록한 선집 《삶을 쓰다》(Ecrire la vie)를 통해 생존 작가로서는 최초로 갈리마르 총서에 편입됐다. "개인 기억의 뿌리, 소외, 집단적 구속을 밝혀내는 용기와 꾸밈 없는 예리함"으로 2022년 노벨 문학상을 수상했다.

## 어린 시절
에르노는 노르망디의 코뮌 릴본에서 태어났으며, 자란 곳은 근교의 이브토이다. 부모는 마을의 노동자 계급 지역에서 카페와 식료품점을 운영하였다. 1960년 그는 런던에서 오페어로 일하였는데, 이 경험은 나중인 2016년 《소녀의 기억》에서 언급된다. 프랑스로 돌아온 뒤, 루앙 대학교와 보르도 대학교에서 공부하였고, 교사 자격을 얻었으며, 1971년에 현대 문학 석사 학위를 취득하였다. 피에르 드 마리보의 미완성 논문 프로젝트에 잠시 동안 참여하였다.
1970년대 초, 에르노는 오트사부아 본느빌의 리세, 안시르비유에 위치한 에비레 대학, 퐁투아즈에서 학생들을 가르쳤고, 이후 국립 원격 교육 센터(Centre national d'enseignement à distance – CNED)에서 23년 동안 근무하였다.

## 사생활
에르노는 필립 에르노와 결혼하여 슬하에 두 명의 아들을 두었고, 1980년대 초 이혼하였다.
1970년대 중반부터 파리 교외의 신도시 세르지퐁투아즈에 거주하고 있다.

## 번역된 작품
- 《아버지의 자리》 (책세상) 1988년 12월 ISBN 978-89701302-4-8
- 《단순한 열정》 (산호) 1993년 4월 ISBN 978-89707601-7-9 : 문학동네에서 재간
- 《나는 나의 밤을 떠나지 않는다》 (열림원) 1998년 9월 ISBN 978-89706315-4-7
- 《부끄러움》 (열림원) 2000년 10월 ISBN 978-89706324-0-7 : 비채에서 재간
- 《탐닉》 (문학동네) 2004년 4월 ISBN 978-89828181-2-7
- 《집착》 (문학동네) 2005년 3월 ISBN 978-89828195-1-3
- 《칼 같은 글쓰기》 (문학동네) 2005년 10월 ISBN 978-89546004-4-6
- 《남자의 자리》 (열린책들) 2012년 4월 ISBN 978-89329156-7-8 : 《아버지의 자리》 개정판
- 《단순한 열정》 (문학동네) 2015년 3월 ISBN 978-89546195-8-5
- 《한 여자》 (열린책들) 2015년 4월 ISBN 978-89329157-0-8
- 《부끄러움》 (비채) 2019년 4월 ISBN 978-89349953-8-8
- 《사진의 용도》 (1984Books) 2018년 11월 ISBN 979-11958693-5-0
- 《세월》 (1984Books) 2019년 3월 ISBN 979-11966324-0-3
- 《진정한 장소》 (1984Books) 2019년 6월 ISBN 979-11966324-2-7
- 《사건》 (민음사) 2019년 11월 ISBN 978-89374295-8-3
- 《얼어붙은 여자》(레모) 2021년 3월 ISBN 979-11-965952-8-9

공저
- 《이등 시민》 〈얼어붙은 여자〉 (시대의창) 2019년 3월 ISBN 978-89594069-6-8